# Ladislav Pejačević
Le comte Ladislav Pejačević de Virovitica  (Ladislav Pejačević Virovitički en croate ; Pejácsevics László en hongrois) (1824-1901) est un homme politique austro-hongroise et un noble croate membre de la maison Pejačević (en). Il est Ban du royaume de Croatie-Slavonie de 1880 à 1883.
Il est le père du comte Teodor Pejačević, ban de Croatie-Slavonie (1903-1907).

## Littérature
- Rudolf Horvat, "Najnovije doba hrvatske povijesti", Zagreb, 1906.
- Neda Engelsfeld: "Povijest hrvatske države i prava: razdoblje od 18. do 20. stoljeća", Pravni fakultet, Zagreb, 2002.  (ISBN 953-6714-41-8)